# Tokijski zaliv
Tokijski zaliv (東京湾 Tokio-van) je zaliv na južnem delu regije Kanto na Japonskem. Sega do obal Tokia ter prefektur Čiba in Kanagava. Preko preliva Uraga je povezan s Tihim oceanom. Starejše ime za zaliv je Zaliv Edo (江戸湾 Edo-van). Območje okoli zaliva je najbolj naseljeno in industrializirano na Japonskem.

### Poimenovanje
V starih časih je bil znan kot uči-umi (内海 notranje mor). V obdobju Azuči-Momojama (1568–1600) je postal znan kot zaliv Edo zaradi mesta Edo na njegovih obalah. Današnje ime je dobil po preselitvi cesarskega sedeža in prestolnice v Edo, ki so ga preimenovali v Tokio.

## Geografija
Tokijski zaliv se zajeda v planoto Kanto. Obdajata ga polotok Boso v prefekturi Čiba na vzhodu in polotok Miura v prefekturi Kanagava na zahodu. Obala sestoji iz deluvijske ravnice, ki jo hitro erodira morje. Usedline dajejo gladko in kontinuirano obalo. Severni del zaliva dosega globino 40 m, južni pa 20 m. Ob izteku v Tihi ocean globina hitro narašča. Obsega površino 1500 kvadratnih kilometrov.

### Otoki
Edini naravni otok v Tokijskem zalivu je Sarušima. Na njem je bilo v obdobju Bakumacu priobalno topništvo, ki so ga v obdobju Meidži vgradili v utrdbo Tokijskega zaliva. Japonska mornarica je na otoku do konca druge svetovne vojne vzdrževala postajo za demagnetizacijo. Danes je otok nenaseljen, spremenjen v morski park.
V obdobjih Meidži in Taišo so izgradili veliko umetnih otokov za morske utrdbe. Po drugi svetovni vojni so mnoge preobrazili v stanovanjske in rekreacijske centre. Primer je otok Odaiba iz leta 1853, ki je branil šogunat Tokugava v Edu.

### Reke
V Tokijski zaliv se iztekajo številne reke, ki nudijo vodo za stanovalce in industrijo. Reki Tama in Sumida se izlivata v zaliv v Tokiu. Reka Edo se izliva v zaliv med Tokiom in prefekturo Čiba, reki Obicu in Joro pa v prefekturi Čiba.

### Pridobivanje nove zemlje
Ob obali zaliva poteka od obdobja Meidži pridobivanje nove zemlje, saj je globina morja ob obali manj kot 5 metrov. Za take projekte uporabljajo pesek z dna zaliva. Do leta 2012 so na takšen način pridobili že za 249 kvadratnih kilometrov novih površin. Večina smeti iz okolice Tokia je skrbno recikliranih, spremenjenih v pepel in recikliranih v material za pridobivanje zemljišč.
Most-predor povezuje Kavasaki in Kisarazu na obeh straneh zaliva.

## Razvoj

### Ribolov
Tokijski zaliv je zgodovinsko središče lova na ribe, školjke in druge vodne kulture. Po industrializaciji in drugi svetovni vojni so šle te industrije v pozabo.

### Pristanišča
Številna najpomembnejša japonska pristanišča so v tem zalivu, npr. Jokohama, Čiba, Tokio, Kavasaki, Jokosuka in Kisarazu, ki so med najživahnejšimi ne samo na Japonskem, temveč tudi širše v azijsko-pacifiški regiji.

### Industrijske cone
Industrijske cone izhajajo iz obdobja Meidži (1868–1912). Primera večjih sta Kejhin na novopridobljeni zemlji v prefekturi Kanagava in Keijo v prefekturi Čiba, zgrajeni pred drugo svetovno vojno. Nastalo je največje industrializirano območje na Japonskem. So razlog za večjo onesnaženost zraka in vode.

### Vojaški objekti
Pristanišče Jokosuka vsebuje pomorsko bazo japonskih samoobrambnih sil in ameriških sil na Japonskem.

## Zgodovina

### Perryjeva odprava
Tokijski zaliv je bil prizorišče Perryjeve odprave (dveh obiskov v letih 1853 in 1854) iz ZDA na Japonsko pod poveljstvom kontraadmirala Matthewa Perryja (1794–1858). Perry je priplul v Tokijski zaliv 8. julija 1853 s štirimi "črnimi ladjami" in začel pogajanja s šogunatom Tokugava za mirovni in trgovski sporazum (glej konvencija v Kanagavi) med Japonsko in ZDA.

### Druga svetovna vojna
2. septembra 1945 je Japonska na krovu ladje USS Missouri (BB-63) podpisala kapitulacijo. Na ceremoniji so izobesili eno od zastav z ladij kontraadmirala Perryja.